# Dehény Ferenc
Dehény Ferenc (Dunakeszi, 1931. április 29. – Melbourne, 2022. augusztus 1.) magyar atléta, akadályfutó, hosszútávfutó.

## Pályafutása
1949-ben a budapesti Zrínyi Miklós Gimnáziumban érettségizett. 1948 és 1952 között a Vasas, 1953–54-ben a Bp. Dózsa, 1954 és 1956 között a Bp. Vörös Lobogó atlétája: akadályfutó, hosszútávfutó. 1954 és 1956 között a válogatott keret tagja volt. Az 1954-es budapesti főiskolai világbajnokságon aranyérmes lett 3000 méteres akadályfutásban. 1956-ban Ausztráliába emigrált, és Melbourne-ben telepedett le, ahol étterem-tulajdonos volt.

## Sikerei, díjai
Universiade
- 3000 m akadály
  - aranyérmes: 1954, Budapest

Magyar bajnokság
- 3000 m akadály
  - 2.: 1954, 1956
  - 3.: 1955
- csapat 5000 m
  - bajnok: 1955
- csapat mezei futás
  - bajnok: 1955, 1956